# День друга
День друга (исп. Día del Amigo) — праздник, ежегодно отмечаемый 20 июля в Аргентине, Эквадоре, Бразилии и Уругвае, а также 30 июля в Парагвае и в первую субботу июля в Перу. В этот день принято покупать подарки и сувениры для своих друзей.

## История
Инициатива создания этого праздника принадлежит доктору Рамону Артемио Брачо из парагвайского города Пуэрто-Пинаско, который в 1958 году организовал кампанию, направленную на продвижение дружбы между людьми, надеясь, что это станет постоянным праздником. В Парагвае этот день стал отмечаться 30 июля.
В Аргентине День друга по инициативе журналиста Энрике Эрнесто Феббраро отмечается 20 июля и стал настолько популярным, что иногда его празднование и, соответственно, поздравления друг другу приводили к временному нарушению мобильной связи в городах Буэнос-Айрес, Мендоса, Кордова и Росарио, что сравнимо с ситуацией в Рождество и Новый год. После смерти аргентинского карикатуриста и писателя Роберто Фонтанорроса, последовавшей 19 июля 2007 года, в стране растет число граждан, желающих изменить дату празднования Дня друга на 19 июля.
В Бразилии День друга празднуется также и 18 апреля.
В Перу, начиная с 2009 года, День друга празднуется в первую субботу июля.